# Kim Andersson
Kim Andersson (ur. 21 sierpnia 1982 w Kävlinge) – szwedzki piłkarz ręczny, reprezentant kraju. Gra na pozycji prawego rozgrywającego. W kadrze narodowej zadebiutował w 2001 roku. Wicemistrz olimpijski 2012 z Londynu.
Od sezonu 2012/13 będzie występował w duńskim KIF Kolding.

## Życie prywatne
Ma żonę Sandrę, w 2007 urodził się im syn Milo Verner, a w 2011 córka Tuva.

## Sukcesy

### reprezentacyjne
- Igrzyska Olimpijskie:  (2012)

### klubowe
- Mistrzostwo Szwecji:  (2004, 2005)
- Mistrzostwo Niemiec:  (2006, 2007, 2008, 2009, 2010, 2012)
- Puchar Niemiec:  (2007, 2008, 2009, 2011, 2012)
- Superpuchar Niemiec:  (2005, 2007, 2008)
- Liga Mistrzów:
  -  (2007, 2010, 2012)
  -  (2008, 2009)

## Nagrody indywidualne
- MVP Mistrzostw Świata Juniorów: (2003)
- Najlepszy prawy rozgrywający Mistrzostw Europy rozgrywanych w Norwegii: (2008)
- MVP w Bundeslidze: (2011/12)[2]
- Najlepszy prawy rozgrywający Igrzysk Olimpijskich w Londynie: (2012)[3]

## Wyróżnienia
- Dwukrotnie wybierany najlepszym piłkarzem w Szwecji (2006 i 2007).